# Stadion Zwickau
Le Stadion Zwickau, également connu sous le nom de GGZ Arena, est un stade de football allemand situé à Eckersbach, quartier de la ville de Zwickau, en Saxe.
Le stade, doté de 10 000 places et inauguré en 2016, sert d'enceinte à domicile à l'équipe de football du FSV Zwickau.

## Histoire
Le 26 avril 2012, le conseil municipal de Zwickau décide de construire un nouveau stade de football dans le quartier d'Eckersbach. Un plan de développement correspondant est adopté le 26 septembre 2013.
La construction du stade débute en 2015 pour s'achever un an plus tard. Il est inauguré en août 2016 (le FSV Zwickau jouait jusque là au Westsachsenstadion jusqu'en juin 2010).
Le premier match officiel à se jouer au stade est le 22 août 2016 lors d'une rencontre de DFB-Pokal entre les locaux du FSV Zwickau et le Hambourg SV (victoire 1-0 des hambourgeois).